# Albalat dels Sorells
Albalat dels Sorells là một đô thị ở comarca Horta Nord cộng đồng Valencia, Tây Ban Nha. Đô thị này có diện tích 4,62 km², dân số thời điểm năm 2006 là 3624 người.